# 围场镇
围场镇，是中华人民共和国河北省承德市围场满族蒙古族自治县下辖的一个行政建制镇。

## 行政区划
围场镇下辖以下地区：
迎宾社区、木兰社区、锥峰社区、伊逊社区、凤凰社区、车字村、金字村、河东村、湖字村、前进村、坡字村、吉下村、吉上村和富强村。